# Muellerella ventosicola
Muellerella ventosicola är en lavart som först beskrevs av William A. Mudd, och fick sitt nu gällande namn av David Leslie Hawksworth. Muellerella ventosicola ingår i släktet Muellerella, och familjen Verrucariaceae. Arten är reproducerande i Sverige.